# Dixon (Illinois)
Dixon is een plaats (city) in de Amerikaanse staat Illinois, en valt bestuurlijk gezien onder Lee County. De stad is vernoemd naar oprichter John Dixon, die een veerdienst bediende over Rock River, die door de stad loopt.
Dixon is de plaats waar de voormalige Amerikaanse president Ronald Reagan, van zijn negende, zijn jeugd doorbracht. De stad is ook de locatie van het Lincoln Monument State Memorial, dat de plek markeerde waar Abraham Lincoln zich bij de Illinois-militie aansloot bij Fort Dixon in 1832 tijdens de Black Hawk-oorlog. Het monument bevindt zich aan de westkant van de noord-zuidstraat van Dixon, Galena Avenue, (Amerikaanse Route 52, ook Illinois Route 26), ten noorden van de Rock River.

## Demografie
Bij de volkstelling in 2000 werd het aantal inwoners vastgesteld op 15.941. In 2006 is het aantal inwoners door het United States Census Bureau geschat op 15.347, een daling van 594 (-3,7%).

## Geografie
Volgens het United States Census Bureau beslaat de plaats een oppervlakte van 17,5 km², waarvan 16,4 km² land en 1,1 km² water.
Dixon ligt aan de Rock River, een zijrivier van de Mississippi met een lengte van naar schatting 459 kilometer.

## Plaatsen in de nabije omgeving
De onderstaande figuur toont nabijgelegen plaatsen in een straal van 20 km rond Dixon.